# Sporisorium vesiculosum
Sporisorium vesiculosum är en svampart som först beskrevs av Henn., och fick sitt nu gällande namn av M. Piepenbr. 2003. Sporisorium vesiculosum ingår i släktet Sporisorium och familjen Ustilaginaceae.   Inga underarter finns listade i Catalogue of Life.